# Linguaphone
 (mai 2020).
Si vous disposez d'ouvrages ou d'articles de référence ou si vous connaissez des sites web de qualité traitant du thème abordé ici, merci de compléter l'article en donnant les références utiles à sa vérifiabilité et en les liant à la section « Notes et références ».
Linguaphone Group est un organisme britannique de formation professionnelle en langues étrangères, qui possède plusieurs dizaines de franchises à travers le monde.

## Histoire

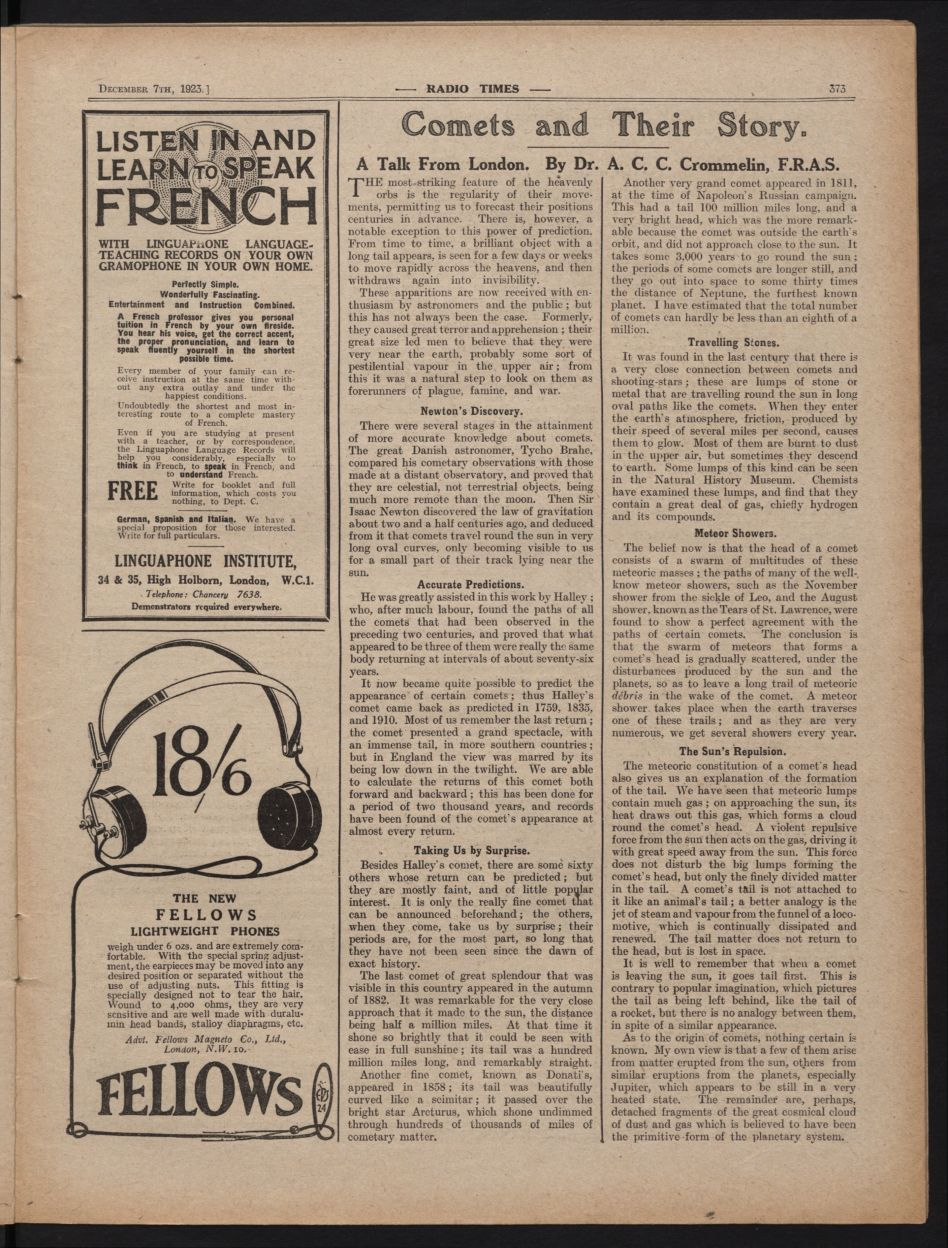
Publicité Linguaphone dans Radio Times, Londres, décembre 1923.

Linguaphone a été fondé en 1901 à High Holborn, au cœur de Londres, par Jacques Roston, né à Koło en Pologne.
La méthode créée par Roston associe les cours traditionnels écrits avec l’écoute de bandes sonores, qui à l'époque étaient gravées sur des cylindres en cire dure. La première brochure Linguaphone voit le jour en 1925 et Roston utilise ses propres photos de famille en guise d’illustrations. Le premier représentant-distributeur en France est Max Gottschalk, à travers l'École ABC de Paris, rue Lincoln. En 1931, il en coûtait 750 francs pour 15 disques 78 tours.
À la suite du décès de Jacques Roston, en 1947, c’est son fils Jock qui a repris le flambeau. À partir de 1968, Linguaphone a cessé d’être une entreprise familiale et des firmes américaines ont investi dans le groupe. Les cassettes ont peu à peu remplacé le disque vinyle, et la méthode Linguaphone connaît son âge d’or dans les années 1970 - 1980.
Le groupe Linguaphone est un des leaders mondiaux de l’enseignement des langues étrangères avec plus de 100 ans d’expérience et une couverture internationale par sa présence dans près de 30 pays à travers le monde.
En France, Linguaphone est le principal organisme de formation du territoire destiné aux professionnels avec une couverture nationale et une équipe de près de 300 formateurs

## Approche pédagogique
Linguaphone enseigne plus de 20 langues étrangères avec des modalités adaptables à chacun : cours particuliers, ateliers métiers, cours par téléphone, formation en ligne (e-learning), visio-formation, séjours en immersion.
Des tests de certification comme le BULATS, le TOEIC ou le BRIGHT sont disponibles en fin de parcours et rendent éligibles les formations de Linguaphone au CPF (Compte Personnel de Formation)
Parmi toutes les approches proposées, Linguaphone est détenteur de la méthode Direct English, développée par Louis George Alexander (1932-2002), un des pères fondateurs du  Cadre Européen Commun de Référence pour les Langues.

« LG Alexander était un des auteurs les plus admirés et les plus en avance sur son temps dans le monde de la formation linguistique. Direct English est une méthode multimédia complète, issue d'une recherche pédagogique approfondie, une caractéristique qui n'a pas toujours été présente dans les différentes méthodes proposées sur le marché au cours des 20 dernières années. »

— Étude Linguaid, 2009

## Métiers
- Audit linguistique
- Référentiel de compétences
- Dispositifs de formation
- Centres de ressources
- Parcours multimodaux de formation
- Blended Mobile Learning
- E-learning tutoré
- Préparation aux examens
- Coaching
- Séminaires spécialisés
- Cours individuels et collectifs
- Cours pour expatriés/impatriés
- Cours par téléphone
- Stages intensifs et extensifs
- Immersion à l'étranger